# Zofia Lewicka-Depta
Zofia Lewicka-Depta (ur. 3 października 1947, zm. 4 lutego 2020) – polska filolożka i historyczka sztuki.

## Życiorys
Była absolwentką filologii polskiej i historii sztuki na Uniwersytecie Jagiellońskim. Przez wiele lat pełniła funkcję kierownika działu informacji konserwatorskiej w Pracowniach Konserwacji Zabytków w Krakowie, a także pracowała jako straszy kustosz w Oddziale Zbiorów Obcojęzycznych Wojewódzkiej Biblioteki Publicznej w Krakowie. Współpracowała z Wydawnictwem św. Jacka w Katowicach oraz Wydawnictwem Polskiej Akademii Umiejętności. Była współautorką publikacji Dwór polski w starej fotografii, a także Katalogu zabytków Krakowa, Encyklopedii Krakowa, Encyklopedii Powszechnej – Wydawnictwa Kluszczyński, jak również redaktorką Polskiego Słownika Biograficznego (autorką 24 biogramów). 
Należała do twórców Stowarzyszenia Przyjaciół Zwierzyńca. Piastowała również mandat radnej Dzielnicy VII Zwierzyniec miasta Krakowa.
Zmarła 4 lutego 2020 i została pochowana na tynieckim cmentarzu parafialnym.